# Zielonowo (województwo warmińsko-mazurskie)
Zielonowo – wieś w Polsce położona w województwie warmińsko-mazurskim, w powiecie olsztyńskim, w gminie Stawiguda. W latach 1975–1998 miejscowość administracyjnie należała do województwa olsztyńskiego. Wieś znajduje się w historycznym regionie Warmia.

## Historia
W czasach krzyżackich wieś pojawia się w dokumentach w roku 1328, podlegała pod komturię w Olsztynku, były to dobra rycerskie o powierzchni 40 włók. W 1960 r. podana jako osada zaginiona. W 1356 br. Kapituła Warmińska wydała zezwolenie Peterowi Baltenberg (lub Volkenberg) na budowę młyna na prawie chełmińskim, z dwoma włokami i czterema latami zwolnienia od czynszu. Młyn znajdował się przy strumyku w pobliżu jeziora Pluczk i źródeł rzeki Pasłęki. Młyn nosił nazwę Greselnyk. W 1510 roku kapituła warmińska przekazała młyn niejakiemu Marcinowi i jego synowi Janowi, także na prawie chełmińskim. W tym czasie młyn nosił nazwę Grünaumühle (Zielony Młyn, Młyn Zielonowo).
Po wojnach w XVII wieku młyn został opuszczony.
W 1828 roku osadę młyńska Zielonowo włączono do gminy Gryźliny.